# Kazimír IV. Jagellonský
Kazimír IV. Jagellonský (30. listopadu 1427, Krakov – 7. června 1492, Grodno) byl od roku 1440 litevským velkoknížetem a od roku 1447 polským králem. Jeho ženou byla Alžběta Habsburská, tzv. „matka králů“. Čtyři z jejich šesti synů se stali panovníky – vládli v královstvích polském, uherském, českém a v litevském velkoknížectví. Dcera Anna Jagellonská se provdala za pomořanského knížete Bohuslava X.

## Polský král

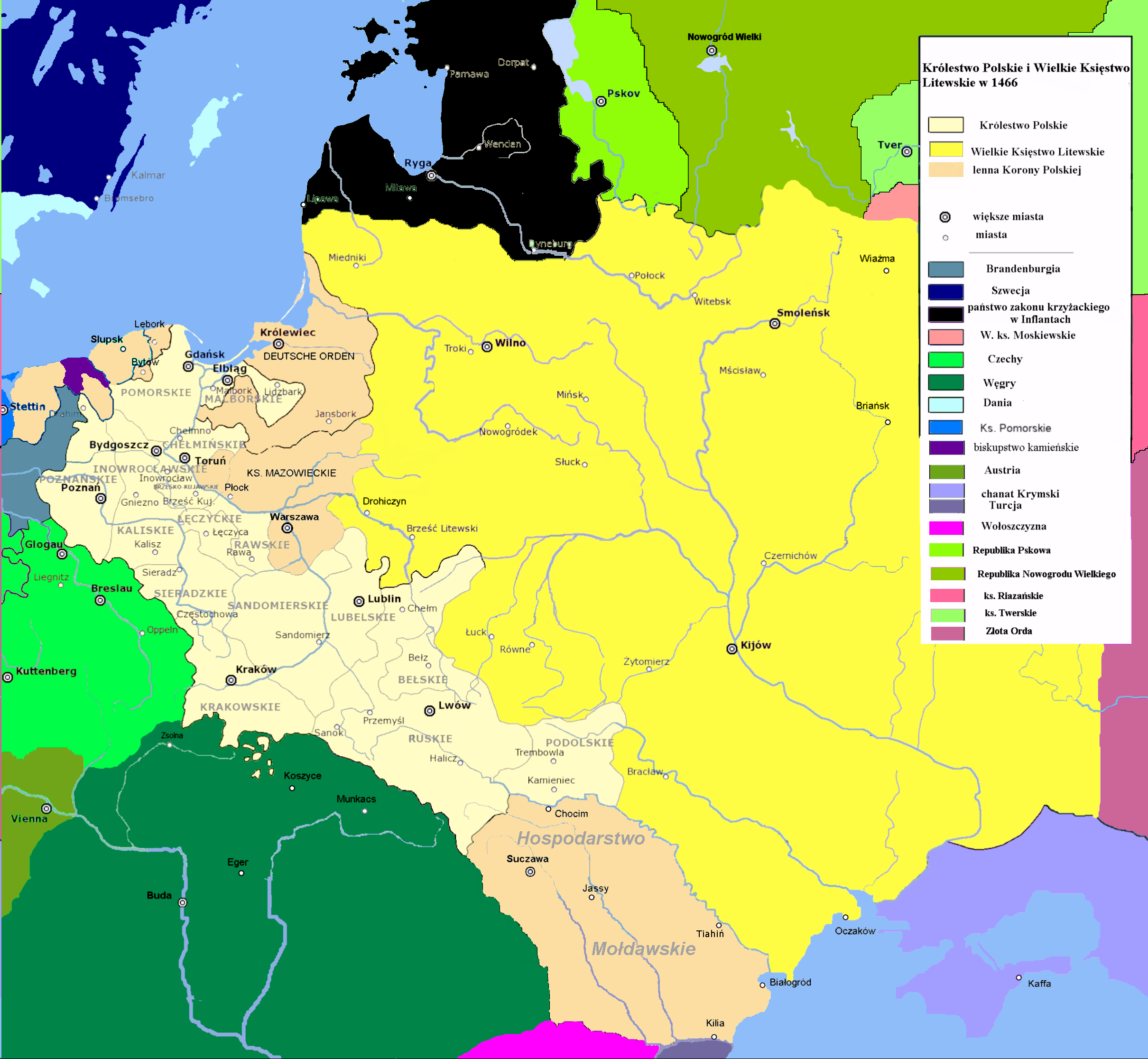
Polsko a Litva v roce 1466, pod Kazimírovou vládou

Na polský trůn Kazimír nastoupil po smrti svého staršího bratra Vladislava III. Varnenčika. Jako většina jagellonských králů byl úspěšnější v zahraniční než ve vnitřní politice. V roce 1466 uzavřel po třináctileté válce druhý toruňský mír s Řádem německých rytířů, jímž získal západní část pruského území (Východní Pomoří, Chelmiňsko, Varmie včetně města Malborku – tzv. Prusy královské).
Velmistr řádu, pán zbylého pruského státu, byl povinen skládat polskému králi přísahu. O tom, zda šlo o lenní závislost, vedou dodnes historici, především němečtí a polští, spory.

## Česká koruna pro Jagellonce
Roku 1465 vznikla v českém království opozice vůči Jiřímu z Poděbrad reprezentovaná Jednotou zelenohorskou, v níž se spojilo odbojné katolické panstvo. K ozbrojenému odporu se přidala i katolická města. Členové jednoty byli ochotni přijmout za svého panovníka polského krále Kazimíra IV., ale ten odmítl.
Roku 1466 vyhlásil papež Pavel II. proti kacířským Čechám křížovou výpravu, do jejíhož čela se postavil uherský král Matyáš Korvín, kterého si katoličtí páni zvolili roku 1469 za svého krále. Ve chvíli nejvyššího ohrožení se Jiří prozíravě vzdal dynastických nároků svých synů a nabídl českou korunu Jagelloncům.
Necelých pět týdnů po olomoucké volbě český sněm odmítl Matyáše jako svého panovníka a uznal nástupcem Jiřího z Poděbrad Kazimírova nejstaršího syna Vladislava. Ten ovšem musel nadále s Matyášem bojovat, a tak měly české země až do roku 1490 krále dva, což bylo uznáno olomouckým mírem v roce 1479. V bojích s uherským králem se angažoval také Kazimír IV. Jeho prostředky však byly po třináctileté válce omezené a další mohl získat pouze se souhlasem polského sejmu.

## Politika vůči Uhersku
Zároveň se polský král angažoval v Uhrách, kde vznikla roku 1471 opozice proti králi Matyášovi. Do Uher poslal menší vojenský oddíl se svým druhorozeným synem, tehdy třináctiletým Kazimírem. Šlo však pouze o epizodu, polští vojáci byli poraženi na Slovensku.
Po smrti Matyáše Korvína roku 1490 podporoval Kazimír a jeho manželka Alžběta na uherský trůn dalšího ze svých synů Jana Olbrachta. Podle jejich plánů se měli čtyři z jejich synů stát suverénními vládci: vedle českého krále Vladislava se měl Jan Olbracht stát králem v Uhrách, Alexandr a Zikmund (později Zikmund I. Starý) se měli podělit o vládu v Polsku a Litvě, Kazimír již nežil a Frederyk byl určen pro církevní dráhu. Navzdory jejich přání se v Uhrách prosadil nejstarší Vladislav a se svým bratrem se dokonce střetl vojensky.
Po celou dobu Kazimírovy vlády panovalo napětí na východní hranici polsko-litevského soustátí, za níž se upevňovalo a rozšiřovalo Veliké knížectví moskevské. Roku 1486 přerostlo toto nepřátelství v otevřenou válku, jejíhož konce se již Kazimír IV. nedožil.